# D.C. Hardcore
Mit Washington, D.C. Hardcore-Punk (D.C. Hardcore, D.C. Sound, seltener D.C. Core) wird die damalige und heutige Hardcore-Szene in und um Washington, D.C., deren Protagonisten sowie deren Sound beschrieben.

## Geschichte und Entwicklung

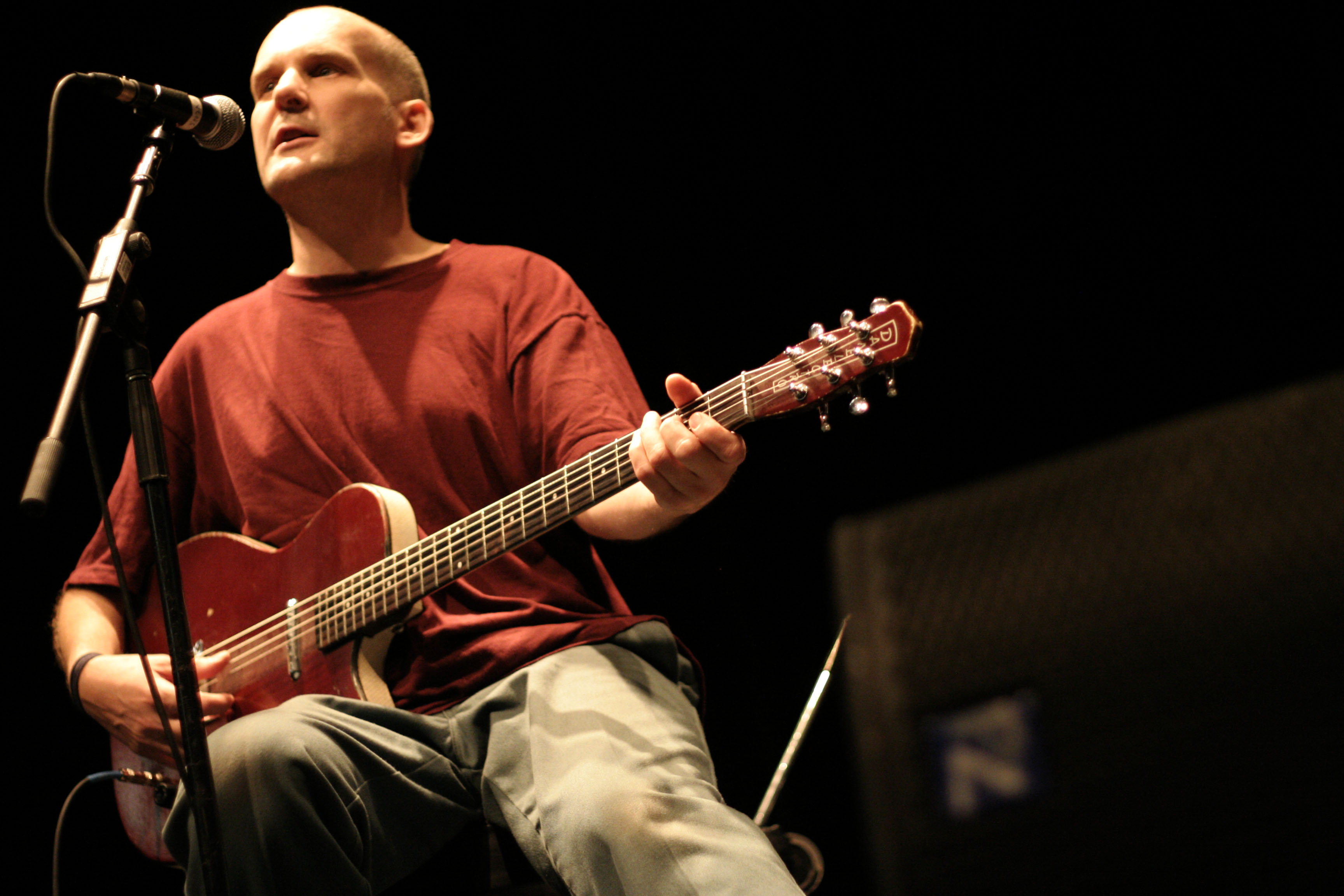
Ian MacKaye, Gründer des Labels Dischord Records, prägte den Hardcore-Punk aus Washington entscheidend mit

In Washington bildete sich eine der ersten Hardcore-Punk-Szenen in Amerika. Bereits 1977 gründeten sich die Bad Brains, die bereits kurze Zeit später als Vorbild für nachfolgende Bands gelten sollte. Die Bands, die sich als erstes neben den Bad Brains gründeten, waren die Teen Idles und die Untouchables. Untrennbar mit dem D.C. Hardcore-Punk verbunden ist die Person Ian MacKaye, einer der Gründer der Teen Idles. Er war es, der mit seinen Texten den Straight-Edge-Gedanken begründete, der sich schnell auch in anderen regionalen Hardcoreszenen ausbreitete. Auch das von ihm mitbegründete Label Dischord Records gehört zu den Eckpfeilern des Washingtoner Hardcoreszene. Nach wie vor veröffentlicht es die meisten Bands.
Anfang der 1980er Jahre folgte eine große Welle von Bands. So gründeten sich unter anderem mit Minor Threat, Government Issue, Youth Brigade, S.O.A., Scream, The Faith wichtige Bands. Schnell bildete sich eine Underground-Szene mit Fanzines und eigenen Labeln.
Gegen Mitte der 1980er Jahre schwächte die Bewegung ab. Die gerade Anfang der 1980er Jahre regelrecht explodierende Szene geriet zunehmend in Orientierungsschwierigkeiten, einige Bands lösten sich auf. Aber nicht nur in Washington, auch in anderen Städten wie etwa New York gab es eine Phase, in der die Hardcore-Punk-Szene sich teilweise aufzulösen schien. Andi Radin, ehemaliger Bassist von Funeral Diner, beschreibt dies so:

“After Minor Threat broke up in late 1983, the vibrant DC hardcore-punk scene that exploded in 1981 seems to start to run out of steam and fresh ideas within the established DC hardcore sound. The wistful, posthumous Minor Threat 7" ‘Salad Days’ comes out in 1984 and drives the final nail into the coffin of DC hardcore punk. Bands all over the country begin casting about for new things to do […]”

Im Frühling 1984 gründet sich mit Rites of Spring die erste Band, die als Emotional Hardcore-Punkband bezeichnet wird.
1985 wird im D.C. Sound als Revolution Summer bezeichnet. Der neue Sound, der auch von ruhigeren Post-Hardcore-Bands wie Embrace geprägt wird, lässt viele neue Bands entstehen. Neben den Bands der ersten Welle des Revolution Summer entstehen mit der zweiten Welle Bands wie etwa Rain.
Neben Bands wie Swiz, Touchdown oder Device entstand ab etwa Mitte der 90er eine neue Welle von Emo- und Post-Hardcore-Bands, so vor allem Anascara, Sleepytime Trio, Four Hundred Years, Engine Down, im weiteren Verlauf dann Q And Not U oder Pg. 99, City of Caterpillar und Andere.
Daneben gründeten sich etwa mit Better Than a Thousand oder Good Clean Fun auch immer wieder klassischen Hardcore-Punk spielende Gruppen.

## Sound und Stil
Gerade im Gegensatz zu anderen Eastcoast-Hardcore-Punkzentren, wie dem New York Hardcore (NYHC), galt und gilt der Hardcore-Punk-Sound aus der Hauptstadt Amerikas eher als Rückbesinnung auf die Punk-Wurzeln.
Während der Sound aus New York City zu den härtesten in der Hardcore-Punk-Szene gehört und auch spieltechnisch ausgereifter wirkt, aggressiver, meist nicht ganz so schnell und stärker vom Metal inspiriert ist, stellen die Hardcore-Punk-Bands aus Washington D.C. und von der Westküste der USA musikalisch ein stärker am Punkursprung angelehntes Gegengewicht dar.

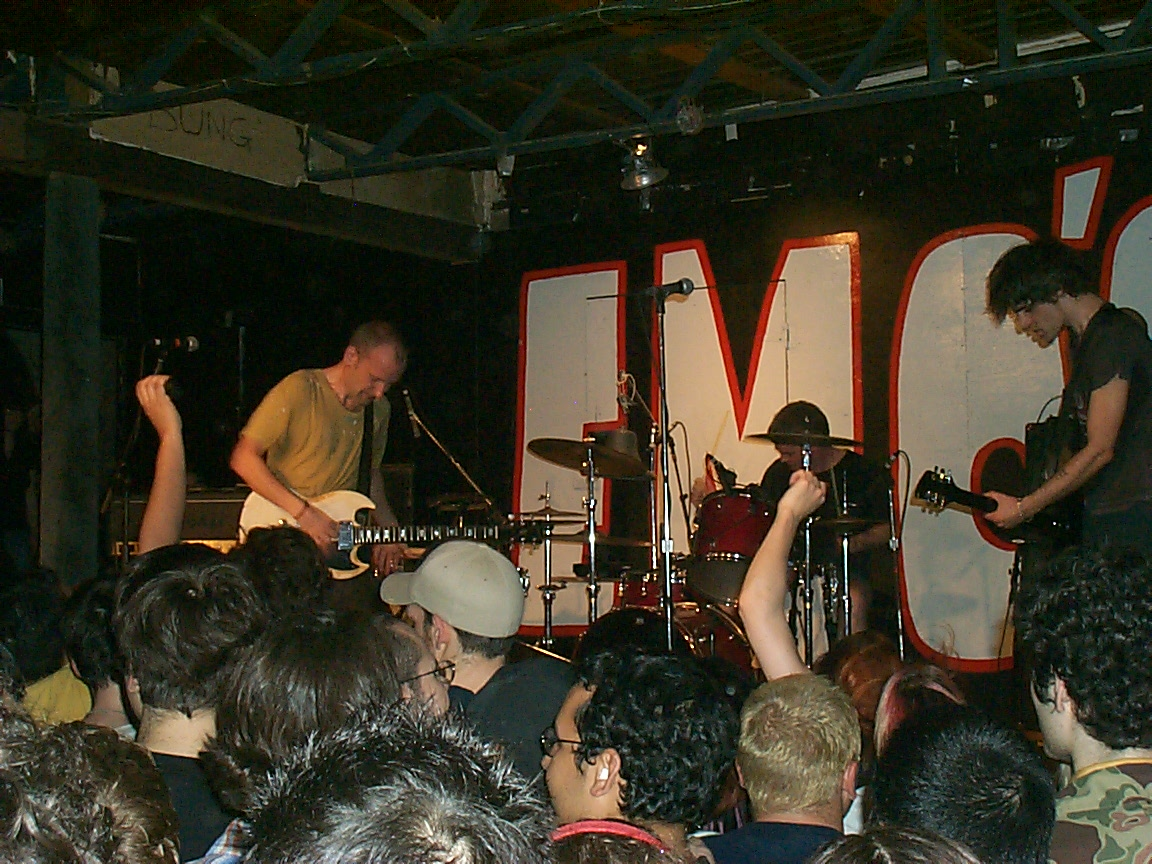
Die Post-Hardcore-Band Fugazi live

Charakteristisch ist beispielsweise der meist schrammelig wirkende Klang der Gitarren, der den Sound von Minor Threat prägte. Dies beeinflusste nicht nur Hardcore-Punkbands, sondern auch frühe Emo-Bands aus Washington und galt auch anderen Hardcore-Bands als musikalische Grundlage.
Weiterhin gelten auch die späteren – teilweise ruhigeren – Post-Hardcore und Emo-Klänge als D.C. Hardcore bzw. D.C. Sound. Stilbildend wirkten hier für den ruhigeren Post-Hardcore vor allem Ian McKayes Band Embrace und später Fugazi, sowie Hoover. Eher als emotional Hardcore bezeichnete Bands, die prägend waren, sind vor allem Rites of Spring, Fire Party und Moss Icon.

### Emocore und Post-Hardcore
Hauptartikel: Emo und Post-Hardcore
Washington D.C. und die örtliche Hardcore-Szene gelten auch als Anfangspunkt für die Subgenres Post-Hardcore und Emo. Gerade auf den emotional Hardcore bezogen: Was als Kritik am aufkommenden Macker-Verhalten – also an Machismo –  innerhalb der Szene anfing, entwickelte sich bald zu einem sich nochmals selbstständigen Subgenre des Hardcore-Punks, das schnell in allen anderen Hardcore/Punk-Zentren Einzug hält.
Natürlich war auch der D.C. Hardcore geprägt von den sogenannten drei inhaltlichen Eckpfeilern Antifaschismus, Antikapitalismus und Antisexismus. Gerade deshalb schien das Aufkommen von diesen – den Grundsätzen entgegengesetzten – Verhaltensweisen auf sicht- und spürbaren Widerstand zu treffen.
Angefangen damit, dass viele Musiker, unter anderem auch Ian MacKaye enttäuscht waren über diese teilweise aufkommenden patriarchalen und „den-harten-markierenden“-Verhaltensweisen von Männern aus der Hardcore-Szene. Daraufhin begangen unter anderem er auch emotionale Momente in die Musik einzubauen.
Er prägte unter anderem mit Embrace und später mit Fugazi einen ruhigeren Sound, der auch vielen späteren Indie-Rock-Bands als Inspiration dient. Die Texte, gerade auch von Embrace, sind sehr selbstkritisch und selbstreflektierend.
Rites of Spring sind stärkerer am ursprünglichen Hardcore-Punk-Sound orientiert. Sie verbinden Mid-Tempo-Hardcore mit zu tiefst emotionalen Texten, dem neuartigen Gesang von Guy Picciotto, der zwischen fast wispernd und wütend, zwischen clean, melodiös, rau und emotionalen geschrienen Wörtern wechselt. Später folgten mit Moss Icon, Fire Party und in anderen Städten Bands, die diesen Emo-Sound weiterentwickelten.
Ian MacKaye hat, wie viele andere, den Begriff Emo immer abgelehnt. Legendär ist seine Aussage bei einem Embrace-Konzert, wo er in etwa sagte:

“I must say, ‘emocore’ must be the stupidest fucking thing I ever heard in my entire life. BUT, just in case you were wondering, I read in my Trasher the other day that in fact what my band along with other bands in the city was playing was emocore. I’m thinking ‘Emo’? Emo Philips? Comediancore?' WHY NO, emotional hardcore…. AS IF HARDCORE WAS NOT EMOTIONAL TO BEGIN WITH.”

Ähnlich äußerten sich auch andere, wie etwa der Sänger der Band Rites of Spring, Guy Picciotto.

## Bands
Folgend eine unvollständige Auflistung relevanter Bands.

### Anfangszeit
- Bad Brains
- Embrace
- Government Issue
- Marginal Man
- Minor Threat
- Rites of Spring
- Scream
- S.O.A.
- Teen Idles
- The Faith
- United Mutation
- Untouchables
- Void
- Youth Brigade

### Ende 1985 bis Anfang 1994
- Dag Nasty
- Device
- Fire Party
- Fugazi
- Gray Matter
- Moss Icon
- Rain
- The Nation of Ulysses

### Anfang 1995 bis Heute
- Better Than a Thousand
- City of Caterpillar
- Four Hundred Years
- Good Clean Fun
- Pg. 99
- Police and Thieves
- Sleepytime Trio

## Labels
- Dischord Records
- Lovitt Records

## Film
- Punk the Capital. Dokumentarfilm, USA 2019, 90 Min., Regie: James June Schneider, Paul Bishow